# El jardín de las máquinas parlantes
El jardín de las máquinas parlantes es una novela del escritor argentino Alberto Laiseca, publicada en 1993. Perteneciente al género emblema de este autor, el realismo delirante, esta novela narra la historia de un escritor frustrado en una ciudad análoga a Buenos Aires en la cual abundan esoteristas y máquinas mágicas que encuentran en él una víctima fácil debido a su estilo de vida solitario y abandonado.
La novela, la segunda más extensa de su producción, fue escrita gracias a una Beca Guggenheim y publicada por Editorial Planeta. En 2013 fue reeditada por la Editorial Gárgola, que ya había publicado en 2004 la segunda edición de su obra maestra, Los sorias (1998).
Con una extensión de casi ochocientas páginas, El jardín de las máquinas parlantes aborda los temas esenciales del realismo delirante de Alberto Laiseca: la guerra, el poder, la magia esotérica, la locura y el aprendizaje espiritual. Su barroca y paródica mitología está estrechamente vinculada a la que desarrolla en Los sorias, particularmente en su cosmovisión acerca de la lucha cósmica entre las entidades supremas del Ser y el Anti-Ser, en su terminología particular, así como en la construcción de una pseudo-erudición saturada de humor negro y extravagancia. Como ya notara Fogwill, la novela introduce también elementos autobiográficos distorsionados de manera surrealista.
En la novela se hacen referencias satíricas a aspectos de la historia política argentina, como el liderazgo de Juan Domingo Perón, transfigurado como Quetzal, o el 'el Brujo' José López Rega, siniestro personaje de la represión política de los años setenta, que Laiseca representa como un primer ministro maléfico.

## Resumen
“Cuentan que algunos hombres saben fabricar máquinas mágicas. Estas máquinas cantan, silban, cuentan chistes. También muerden y pican. Son invisibles, aunque a veces puede adivinárselas con el rabillo del ojo. Los hombres que las crean son magos, y las envían a sus enemigos para enloquecerlos o matarlos. Sus propósitos, sin embargo, varían considerablemente. En una víctima pueden confluir máquinas de dos o más magos enemigos y usarla como territorio de una batalla mucho mayor, entre las fuerzas invisibles del Bien y del Mal. Las víctimas, en esos casos, terminan en el manicomio, en la morgue o bien iniciándose en los ritos de la magia. Una iniciación así es la que cuenta esta novela. Paso a paso, de dimensión en dimensión. Es, también, un raro tratado de magia práctica, que revela secretos superiores del mundo esotérico. Pero, sobre todo, es una larga e invencible historia de sexo y amor”.

## Argumento
La historia transcurre en una ciudad análoga a Buenos Aires y comienza definiendo algo que será temática central: "los chichis". Si bien la palabra se emplea para referirse a los esoteristas o a las malas personas, en general se refiere a las máquinas parlantes creadas por ellos. 
Algunas de ellas son amigables, graciosas, o brindan información útil. Pero en general son molestas y son empleadas por los esotes para volver locos a sus enemigos. Son potenciadas en general  por el desorden, la dejadez y la falta de amor propio, por lo que rápidamente encuentran una gran fuente de energía en el gordo Sotelo, protagonista de esta novela. El gordo es un escritor frustrado que vive una existencia deprimente y solitaria en una ciudad análoga a Buenos Aires plagada de esoteristas  y de sus chichis. Sotelo descree totalmente de la magia, con lo que es totalmente inconsciente del peligro que representan las sociedades esotéricas para alguien con su estilo de vida totalmente inconexo de otras personas. “¡Qué chabón  manijeado!” es la primera impresión que Sotelo les de a Aralarena, Isidoro y De Quevedo, tres amigos magos (de los buenos). 
Poco después, como era previsible, el gordo (sin terminar de entenderlo) cae víctima de las manijas de los chichis que logran volverlo totalmente desquiciado y después de un ridículo incidente termina internado en un manicomio. Ya dentro del psiquiátrico (los capítulos que transcurren en el hospital no tienen desperdicio, son de lo más grandioso del realismo delirante de Laiseca) continúan las manijas de los chichis, y el gordo no está seguro de hasta dónde llega su locura o si está siendo presa de la magia en la que nunca creyó e interpreta casi todas las acciones de los demás internos como señales. “No prestar atención a lo que pasa a tu alrededor y creer que todo lo que pasa tiene que ver con vos son dos maneras gemelas de no darle bola al mundo”, le enseñará el Maestro De Quevedo cuando el gordo logre salir del manicomio después de una estadía terrible donde sucederán las cosas más absurdas y tenebrosas que uno pudiera imaginar. De Quevedo intentará enseñarle a defenderse en este mundo mágico plagado de chichis y otras amenazas horrorosas para alguien como el gordo, hostilidades en las que Sotelo tendrá que empezar a creer para sobrevivir. La joda no termina cuando el gordo sale del manicomio, sino que ahí recién comienza. Los chichis rápidamente infestan la habitación de la pensión donde va a parar el Sotelo, y lo vuelven loco de todas las formas posibles. Los esoteristas le envían chichis que no lo dejan dormir cantando y  gritando boludeces en las horas nocturnas (“Soteeeelo…. Te voy a hacer cagaaaaaar”), le desaparecen sus revistas porno, le toman el vino y le dejan el corchito puesto a la botella a modo de burla (cosa que enloquece terriblemente al gordo) o le picotean las bolas cantando “huevito, huevito, huevito”, entre tantos otros martirios. La ambientación deprimente y abandonada que Laiseca despliega en la pensión es excelente, y logra transmitir que los chichis, además de entidades mágicas hinchapelotas, son reflejo y consecuencia de la cosmovisión del gordo, de sus hábitos de vida, de sus experiencias y de sus nihilismos (a los que De Quevedo se refiere como “masturbaciones nihilistas”). De esta manera, Sotelo se verá obligado a exorcizar mierdas que lleva adentro como forma de lucha contra las máquinas parlantes: “Ves, gordo? Con cada puritanismo del cual uno se libra, se saca de encima también un montón de enemigos al pedo”, le dice De Quevedo cuando el gordo asume que su odio hacia los gays era algo totalmente irracional, innecesario e inútil, y al hacer esto logra hacer la paz con las máquinas homosexuales que no lo dejaban dormir. 
Los chichis, aun siendo realmente seres vivos con cuerpo de metal, no dejan de ser máquinas que fallan y se destruyen ante algo que está fuera de lo previsto en su cerebro electrónico. Por esta razón, el Maestro poco a poco le enseña a Sotelo que soltar los traumas del pasado y cambiar su estilo de vida tan abandonado y aislado del mundo es  la única manera de combatir a los chichis, que emplean tácticas cada vez más molestas y ligadas a asuntos no resueltos del gordo, como por ejemplo tener conversaciones adoptando los nombres de pibes que lo verdugueaban en la primaria. Sotelo, una vez que es consciente de todas las amenazas mágicas, debe iniciar un proceso de humanización para cambiar radicalmente su visión del mundo y dejar de ser indefenso ante los chichis. Una de las enseñanzas más importantes de De Quevedo es sobre el automanijazo, madre de todas las manijas, que es esencialmente toda la bosta que el gordo tiene en la cabeza: “Los automanijazos constituyen una de las partes más importantes del esoterismo. Un buen paquete de cacas que uno largue contra sí mismo puede conducir a la infelicidad, las mutilaciones y la muerte. Es el mejor aliado de los enemigos de la víctima. Dentro de los automanijazos se cuentan los derrotismos, nihilismos, pereza (saboteadora del progreso personal), distracciones, estar haciendo -e incluso gozando- una cosa y, al mismo tiempo, pensar en otra, celos, cobardía y mariconadas varias. (...) Las hechicerías darían bastante menos resultados si el tipo no se automanijeara o, al menos, luchase contra tales autoantifuerzas mediante la limpieza, la actividad, la atención al mundo circundante y la firme determinación de gozar las cosas de la vida por pequeñas que éstas sean en apariencias sin cagarse las alegrías recordando a deshora los problemas que se tienen. Fumo un cigarrillo, gozo un cigarrillo; tomo una cerveza, gozo una cerveza; cojo con una mina, gozo con una mina. Y lo mismo un día de campo, o pasear por la plaza, mirar un árbol o darle de comer a un pájaro. Bien sé yo que todo esto parece una estupidez galopante, pero pensalo un poco y vas a ver que no es así. El 50% de las manijas no darían resultado, o muy poco, si los hombres previamente no les abonaran el camino con desidias, distracciones y masoquismo, con odio integral hacia la propia persona”.